# Abraham ibn Ezra
Abraham ben Meir ibn Ezra (hebrejsky אברהם אבן עזרא‎ nebo ראב״ע, také znám jako Abenezra; 1092 nebo 1093 – 1167) byl jeden z nejvýznamnějších Židů v oblasti písemnictví ve středověku. Ibn Ezra exceloval ve filosofii, astronomii/astrologii, medicíně, poezii, lingvistice a ve výkladu; byl také nazýván Moudrý, Veliký a Obdivuhodný doktor.
Narodil se ve španělském městě Tudela, když bylo pod muslimskou nadvládou. Opustil svou rodnou zemi před rokem 1140 kvůli pronásledování[zdroj?]. Putoval bez určitého cíle, navštívil severní Afriku, Egypt, Palestinu, Itálii (Řím, Rodez, Lucca, Mantua, Verona), jih Francie (Narbonne, Béziers), sever Francie (Dreux), Anglii (Londýn), poté se vrátil na jih Francie, kde žil do své smrti 23. ledna (nebo 28. ledna) 1167, přesné umístění není známo.
Je autorem komentáře k celému Tanachu, který je někdy označován jako „komentář, jenž překonal Rašiho“. Tento hebrejsky psaný komentář představuje další vývojový stupeň v komentování biblických textů, a je standardní součástí hebrejských vydání tzv. rabínské bible, zvané Mikra'ot gdolot.
Na jeho počest byl pojmenován kráter na Měsíci – kráter Abenezra.